# Quan hệ Philippines – Việt Nam Cộng hòa
Quan hệ Philippines – Việt Nam Cộng hòa đề cập đến mối quan hệ song phương của Cộng hòa Philippines và Việt Nam Cộng hòa hiện không còn tồn tại. Philippines là đồng minh của Việt Nam Cộng hòa trong chiến tranh Việt Nam chuyên cung cấp viện trợ nhân đạo.

## Lịch sử
Người dân Philippines và Việt Nam có lịch sử giao thương hàng hải trước khi cả hai nước bị các cường quốc phương Tây đô hộ. Sau khi cả hai nước giành được độc lập, Philippines dưới thời Tổng thống Ramon Magsaysay thiết lập mối liên hệ chính thức với Quốc gia Việt Nam vào năm 1954. Vào nửa cuối thập niên 1950, Tổng thống Việt Nam Cộng hòa Ngô Đình Diệm ra sức vận động hành lang để được sự công nhận về mặt ngoại giao của các quốc gia châu Á trong đó có Philippines trong khi Magsaysay đang tập trung về việc xây dựng mối quan hệ với "Thế giới Tự do" bao gồm các quốc gia dân chủ ở châu Á và Hoa Kỳ. Thượng nghị sĩ Claro M. Recto khuyên Philippines không nên chính thức công nhận Việt Nam Cộng hòa vì tin rằng điều đó sẽ mang lại sự bối rối cho đất nước vì ông kết luận rằng miền Nam chắc chắn sẽ thua miền Bắc Cộng sản cũng như lo ngại rằng Philippines đang bị lợi dụng trước lợi ích của Mỹ. Magsaysay sau đó bèn gia hạn sự công nhận chính thức của Philippines đối với Quốc gia Việt Nam vào ngày 14 tháng 7 năm 1955. Năm 1959, Tổng thống Philippines Carlos P. Garcia ký Hiệp ước Hữu nghị với Việt Nam Cộng hòa.

### Sự tham gia của Philippines trong chiến tranh Việt Nam

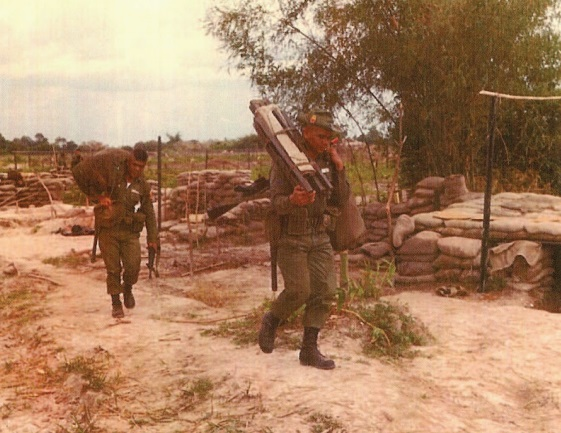
Các thành viên Nhóm Hành động Dân sự Philippines (PHILCAG) đến Tây Ninh, Việt Nam Cộng hòa năm 1966.

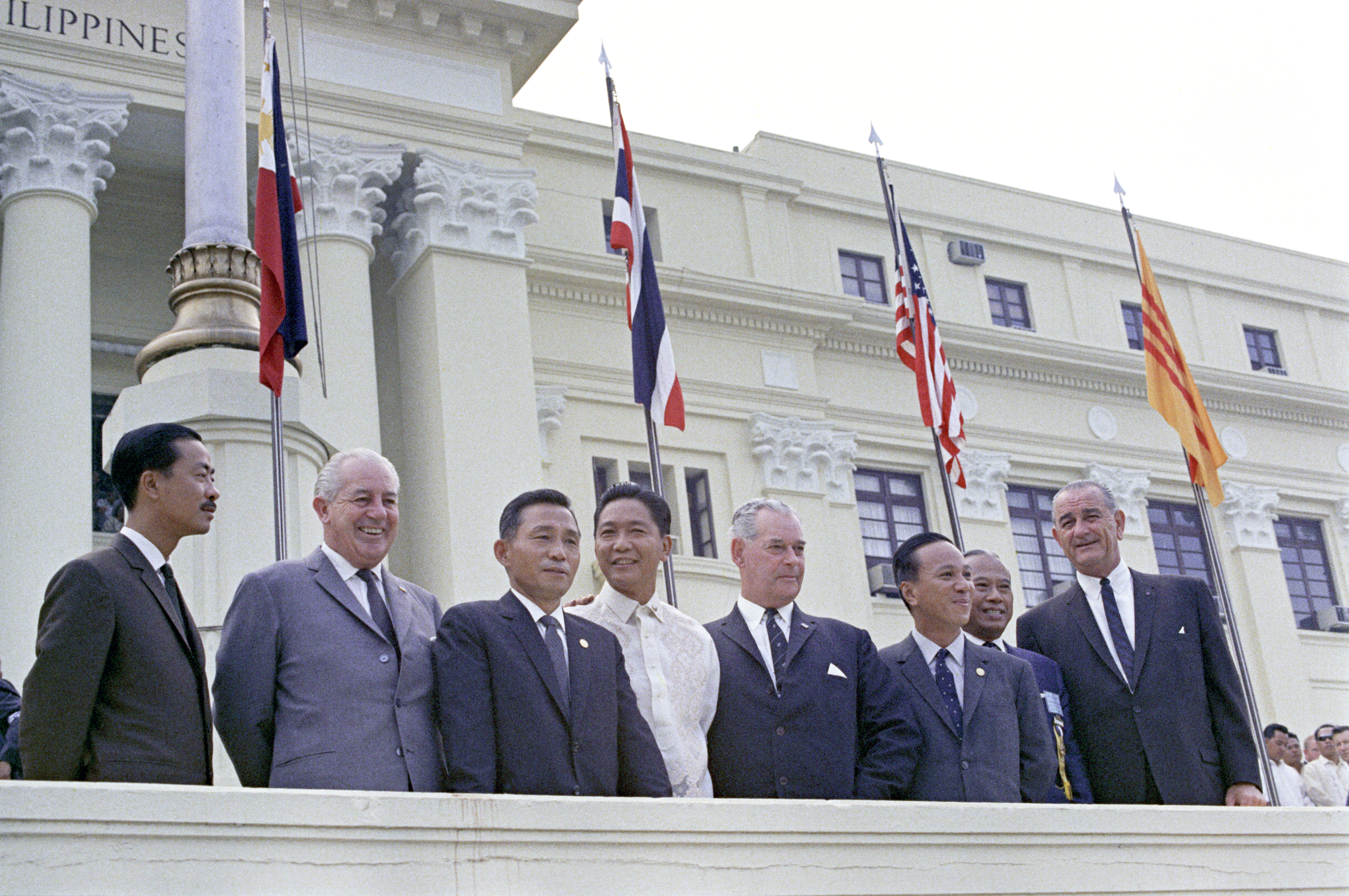
Lãnh đạo một số quốc gia SEATO trước Tòa nhà Quốc hội ở Manila, do Tổng thống Philippines Ferdinand Marcos tiếp đón vào ngày 24 tháng 10 năm 1966.

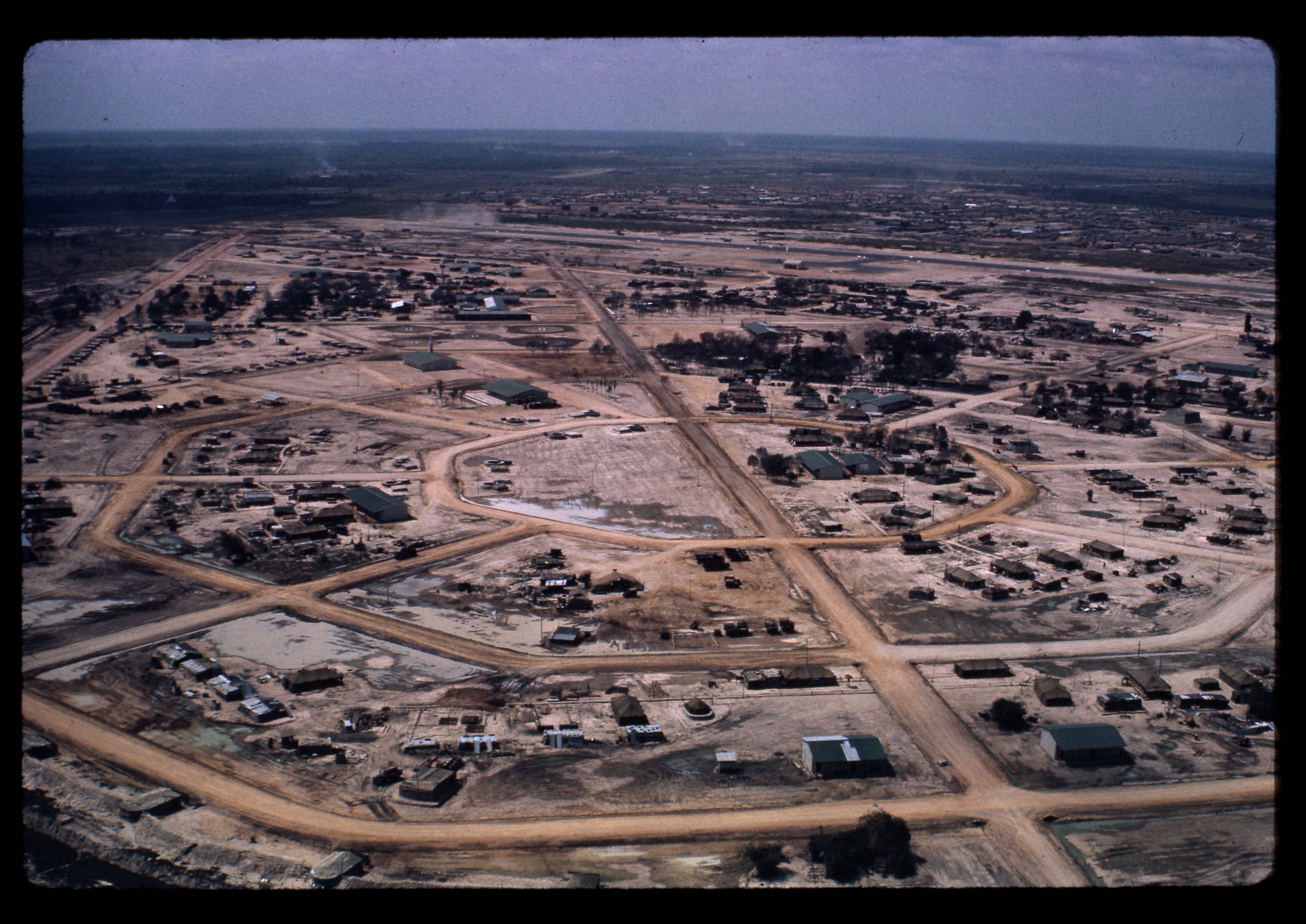
Trại PHILCAG, Tây Ninh, ngày 29 tháng 1 năm 1967.

Một số bác sĩ Philippines đã đến miền Nam Việt Nam để viện trợ nhân đạo trong chiến tranh Việt Nam, với sự chấp thuận của Magsaysay vào năm 1954. Nỗ lực này mang tên Chiến dịch Brotherhood nhận được sự ủng hộ của quốc tế nhằm giúp đạt được mục tiêu của chiến dịch là hỗ trợ người tị nạn Việt Nam.
Tháng 7 năm 1964, Việt Nam Cộng hòa đề nghị phía Philippines hỗ trợ chống lại những kẻ hiếu chiến ở miền Bắc Việt Nam khi Thủ tướng Nguyễn Khánh gửi công hàm tới Tổng thống Diosdado Macapagal yêu cầu viện trợ trong chiến tranh Việt Nam. Tháng 8 năm 1964, đội quân Philippines đầu tiên (PHILCON I) được gửi đến miền Nam Việt Nam vào năm 1965 sau khi Macapagal nhận được sự đồng ý của Quốc hội. Đội quân này ban đầu bao gồm 16 cá nhân là bác sĩ, y tá, kỹ thuật viên và nhân viên hành động dân sự thuộc Lực lượng Vũ trang Philippines. Ngoài viện trợ nhân đạo, đội quân này còn tham gia vào chiến tranh tâm lý theo hồ sơ chính thức của Bộ Tư lệnh Viện trợ Quân sự Mỹ tại Việt Nam.
Ngày 14 tháng 4 năm 1965, Thủ tướng Phan Huy Quát gửi thư cho Tổng thống Philippines nêu rõ Việt Nam Cộng hòa rất cần được viện trợ quân sự. Cũng trong lá thư này, Thủ tướng Quát hy vọng sẽ thấy khoảng 2.000 lính Philippines được đưa sang miền Nam Việt Nam. Tổng thống Macapagal đã đề nghị Quốc hội thực hiện yêu cầu của Việt Nam Cộng hòa nhưng không thể cử toán thứ hai gọi là Nhóm Hành động Dân sự Philippine (PHILCAG) do tranh chấp liên quan đến việc ông này đòi phía Mỹ phải tài trợ cho đội quân này. Tính đến tháng 6 năm 1966, có 73 người Philippines tham gia chiến tranh.
Macapagal được Ferdinand Marcos kế nhiệm, vốn ban đầu không ủng hộ việc gửi đội quân thứ hai, sau cuộc bầu cử tổng thống Philippines năm 1965. Mỹ đã thành công một phần trong việc thuyết phục Marcos rút lại lập trường sau 5 phái đoàn ngoại giao. Trong khi ông vẫn kiên quyết không gửi quân chiến đấu vào miền Nam Việt Nam, ông đã mở ra khả năng gửi thêm quân để cung cấp viện trợ nhân đạo. Kế hoạch gửi đạo quân thứ hai vào miền Nam Việt Nam được Quốc hội thông qua ngày 14 tháng 7 năm 1966 theo Đạo luật Cộng hòa số 4664. Dưới thời Marcos, ông không cho phép Hoa Kỳ tài trợ toàn bộ cho việc thành lập đội quân này vì ông tin rằng người Philippines sẽ bị người Mỹ coi như lính đánh thuê nếu họ làm như vậy. Chính phủ Việt Nam Cộng hòa chấp nhận lời đề nghị của Philippines về đội quân thứ hai vào ngày 15 tháng 8 năm 1966 trong khi chỉ huy PHILCAG, Tướng Gaudencio V. Tobias nhận lệnh từ Marcos bí mật thiết lập liên lạc với Mặt trận Dân tộc Giải phóng miền Nam Việt Nam để Philippines có thể đóng vai trò trung gian cho đàm phán hòa bình vì trong nước có niềm tin rằng Bắc Việt không bày tỏ thái đổ thù địch với ý tưởng này do vai trò phi chiến đấu của PHILCAG trong chiến tranh Việt Nam.
Philippines đã tổ chức Hội nghị thượng đỉnh Manila thuộc Tổ chức Hiệp ước Đông Nam Á vào tháng 10 năm 1966, nơi bảy thành viên hứa viện trợ cho Việt Nam Cộng hòa chống lại Việt Nam Dân chủ Cộng hòa. Có một số ý kiến phản đối liên quan đến việc triển khai Nhóm Hành động Dân sự Philippines tới miền Nam Việt Nam từ giới học giả, sinh viên và người lao động đã tổ chức các cuộc biểu tình trong hội nghị thượng đỉnh. Dự luật Viện trợ Việt Nam tại Quốc hội Philippines cũng bị một thiểu số nghị sĩ lên tiếng phản đối.
Nhóm Hành động Dân sự Philippines trong khi chủ yếu tham gia vào việc xây dựng lại đường sá và cung cấp viện trợ nhân đạo đôi lúc cũng tham gia vào các hoạt động phòng thủ. Nhóm này từng tham gia vào Chiến dịch Attleboro khiến 4 nhân viên của họ bị thương. Đến cuối năm 1966, Philippines có 2.063 quân nhân ở miền Nam Việt Nam.
Chính phủ Việt Nam Cộng hòa đã ngăn chặn kế hoạch bí mật của Marcos nhằm thiết lập quan hệ với Quân Giải phóng miền Nam Việt Nam và Tobias lý luận rằng Philippines đang đàm phán về một thỏa thuận dẫn đến việc Quân Giải phóng miền Nam Việt Nam "để yên cho toán PHILCAG". Năm 1968, Marcos bày tỏ sự cởi mở trong việc thiết lập quan hệ với các nước thuộc khối Đông Âu và bắt đầu quá trình đảo ngược chính sách chống cộng của đất nước.
Năm 1969, Philippines bắt đầu rút quân và đến năm 1973 thì hoàn tất việc này. Từ năm 1964 đến năm 1973, 9 quân nhân Philippines đã tử trận cùng 4 người khác vì những nguyên nhân khác. Đại sứ quán Philippines tại Sài Gòn đóng cửa ngày 29 tháng 4 năm 1975. Quan hệ chính thức được thiết lập với Cộng hòa Xã hội chủ nghĩa Việt Nam vào năm 1976.

### Giải cứu người tị nạn được hộ tống trên tàu USSKirk
Năm 1975, Philippines tiếp nhận 30.000 người tị nạn Việt Nam lên tàu hải quân của Hải quân Việt Nam Cộng hòa được tàu USS Kirk hộ tống. Chính phủ Marcos ban đầu không chấp nhận người tị nạn để tránh tạo ra căng thẳng với chính quyền Cộng sản hiện đã thống nhất ở Việt Nam. Người Mỹ bèn tráo cờ Việt Nam Cộng hòa trên các tàu bằng cờ Hoa Kỳ để thuyết phục chính phủ Philippines nhận số tàu này. Đoàn tàu Hải quân Việt Nam Cộng hòa cuối cùng đã được chuyển giao cho Hải quân Philippines.
Tàu thuyền được chuyển giao cho Hải quân Philippines

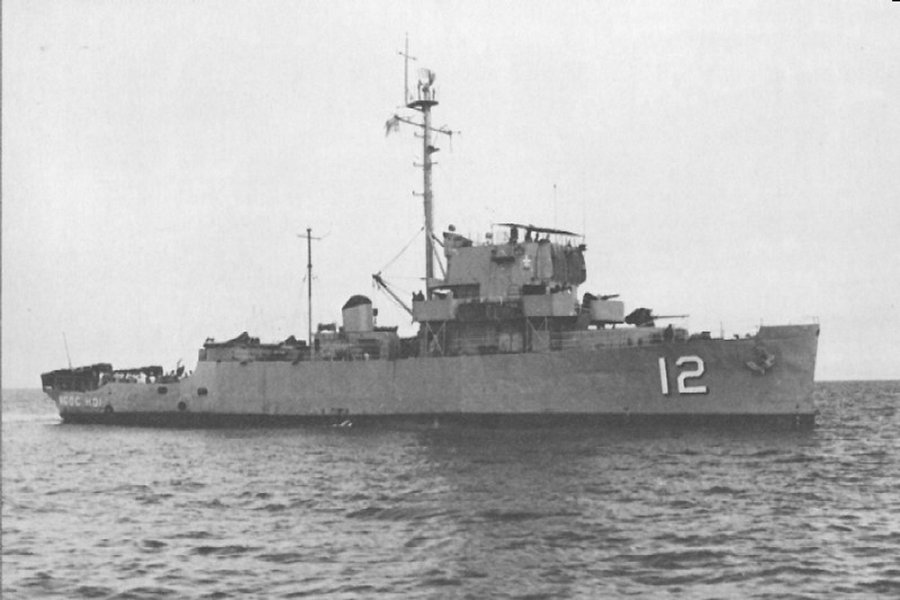
BRP Miguel Malvar hồi còn là RVNS Ngọc Hồi.

Những chiếc tàu sau đây của Hải quân Việt Nam Cộng hòa trốn sang Philippines vào tháng 4 năm 1975 được tái hoạt động như các tàu Hải quân Philippines.
| Tên                            | Loại                             | Việt Nam Cộng hòa mua lại | Tiền thân                      | Philippines đưa vào hoạt động với tên gọi |
| ------------------------------ | -------------------------------- | ------------------------- | ------------------------------ | ----------------------------------------- |
| RVNS Trần Hưng Đạo (HQ-1)      | Tàu khu trục                     | 13 tháng 2 năm 1971       | USS Camp (DE-251)              | BRP Rajah Lakandula (PF-4).               |
| RVNS Trần Quang Khải (HQ-02)   | Tàu tuần dương                   | 1 tháng 1 năm 1971        | USCGC Bering Strait (WAVP-382) | BRP Diego Silang (PF-9).                  |
| RVNS Trần Bình Trọng (HQ-05)   | Tàu tuần dương                   | 21 tháng 12 năm 1971      | USCGC Castle Rock (WAVP-383)   | BRP Francisco Dagohoy (PF-10).            |
| RVNS Lý Thường Kiệt (HQ-16)    | Tàu tuần dương                   | 21 tháng 6 năm 1972       | USCGC Chincoteague (WAVP-375)  | BRP Andrés Bonifacio (PF-7).              |
| RVNS Ngô Quyền (HQ-17)         | Tàu tuần dương                   | 21 tháng 6 năm 1972       | USCGC McCulloch (WAVP-386)     | BRP Gregorio del Pilar (PF-8).            |
| RVNS Đống Đa II (HQ-07)        | Tàu hộ tống tuần tra             | 29 tháng 11 năm 1961      | USS Crestview (PCE-895)        | BRP Sultan Kudarat (PS-22).               |
| RVNS Ngọc Hồi (HQ-12)          | Tàu hộ tống tuần tra             | 11 tháng 7 năm 1966       | USS Brattleboro (PCE(R)-852)   | BRP Miguel Malvar (PS-19).                |
| RVNS Vạn Kiếp II (HQ-14)       | Tàu hộ tống tuần tra             | 1970                      | USS Amherst (PCE(R)-853)       | BRP Datu Marikudo (PS-23).                |
| RVNS Chi Lăng II (HQ-08)       | Tàu quét mìn                     | 17 tháng 4 năm 1962       | USS Gayety (AM-239)            | BRP Magat Salamat (PS-20).                |
| RVNS Chí Linh (HQ-11)          | Tàu quét mìn                     | 24 tháng 1 năm 1964       | USS Shelter (AM-301)           | BRP Datu Tupas (PS-18).                   |
| RVNS Đoàn Ngọc Tang (HQ-228)   | Tàu đổ bộ tiếp liệu lớn          | 15 tháng 9 năm 1956       | USS LSSL-9                     | BRP La Union (LF-50).                     |
| RVNS Nguyễn Ngọc Long (HQ-230) | Tàu đổ bộ tiếp liệu lớn          | ?                         | USS LSSL-96                    | BRP Sulu (LF-49).                         |
| RVNS Nguyễn Đức Bóng (HQ-231)  | Tàu đổ bộ tiếp liệu lớn          | 19 tháng 2 năm 1966       | USS LSSL-129                   | BRP Camarines Sur (LF-48).                |
| RVNS Hát Giang (HQ-400)        | Tàu đổ bộ hạng trung - Bệnh viện | Không rõ                  | USS LSM-335                    | BRP Western Samar (LP-66).                |
| RVNS Hương Giang (HQ-404)      | Tàu đổ bộ hạng trung             | 1 tháng 8 năm 1961        | USS Oceanside (LSM-175)        | BRP Batanes (LP-65).                      |
| RVNS Cam Ranh (HQ-500)         | Tàu đổ bộ lớn                    | 12 tháng 4 năm 1962       | USS Marion County (LST-975)    | BRP Zamboanga Del Sur (LT-86).            |
| RVNS Thị Nại (HQ-502)          | Tàu đổ bộ lớn                    | 17 tháng 12 năm 1963      | USS Cayuga County (LST-529)    | BRP Cotabato Del Sur (LT-87).             |
| RVNS Nha Trang (HQ-505)        | Tàu đổ bộ lớn                    | Tháng 4 năm 1970          | USS Jerome County (LST-848)    | BRP Agusan Del Sur (LT-54).               |
| RVNS Hòn Trọc (HQ-618)         | Tàu chiến tuần tra hạng trung    | ?                         | PGM-83                         | BRP Basilan (PG-60).                      |
| RVNS Mỹ Tho (HQ-800)           | Tàu tiếp tế tuần tra             | 12 tháng 10 năm 1970      | USS Harnett County (LST-821)   | BRP Sierra Madre (LT-57).                 |
| RVNS Cần Thơ (HQ-801)          | Tàu tiếp tế tuần tra             | 23 tháng 4 năm 1971       | USS Garrett County (LST-786)   | BRP Kalinga Apayao (LT-516)               |
| RVNS Vĩnh Long (HQ-802)        | Tàu sửa chữa đổ bộ               | 30 tháng 9 năm 1971       | USS Satyr (ARL-23)             | BRP Yakal (AR-617).                       |

## Quan hệ kinh tế
Các doanh nhân Philippines thành lập các liên doanh để hỗ trợ nền kinh tế thời chiến của Việt Nam Cộng hòa. Công nhân nhập cư Philippines cũng được tuyển dụng ở miền Nam Việt Nam, với hàng nghìn người làm việc trong các công ty xây dựng của Mỹ có mặt ở khu vực Đông Dương bao gồm cả Việt Nam Cộng hòa. Một số làm việc trong các câu lạc bộ đêm và quán bar, nơi lính Mỹ đóng quân ở miền Nam Việt Nam thường lui tới.

## Phái đoàn ngoại giao và các chuyến viếng thăm
Philippines đặt đại sứ quán ở Sài Gòn trong khi Việt Nam Cộng hòa đặt đại sứ quán tại Manila. Tổng thống Việt Nam Cộng hòa Ngô Đình Diệm đã có chuyến thăm Philippines vào cuối thập niên 1950 trong khi Tổng thống Philippines Carlos P. Garcia có chuyến thăm cấp nhà nước tới Việt Nam Cộng hòa từ ngày 22 đến ngày 26 tháng 4 năm 1959.

## Tranh chấp lãnh thổ
Việt Nam Cộng hòa cũng là một bên có yêu sách đối với quần đảo Trường Sa mà Philippines cũng tuyên bố chủ quyền. Cả hai nước đều có quyền kiểm soát một số đảo trong thời kỳ Việt Nam Cộng hòa tồn tại. Mặc dù là đồng minh trong chiến tranh Việt Nam, Việt Nam Cộng hòa đã giành quyền kiểm soát Đảo Song Tử Tây vào năm 1975, nơi trước đây do người Philippines kiểm soát. Những người lính Philippines canh gác Đảo Song Tử Tây đã đến Đảo Song Tử Đông để tổ chức lễ kỷ niệm sinh nhật cho sĩ quan chỉ huy của họ nhưng một cơn bão buộc họ phải trì hoãn việc quay trở lại Đảo Song Tử Tây. Việt Nam Cộng hòa nhân cơ hội này bèn thiết lập quyền kiểm soát và treo quốc kỳ Việt Nam Cộng hòa thay cho quốc kỳ Philippines được treo trên đảo. Có tin phía Việt Nam Cộng hòa cử gái điếm đến chỗ toán sĩ quan chỉ huy quân đội Philippines để dụ họ ra khỏi Đảo Song Tử Tây. Hòn đảo này nằm dưới sự kiểm soát của Quân đội Nhân dân Việt Nam khi Việt Nam Cộng hòa bị giải thể từ sau biến cố 30 tháng 4 năm 1975.